# 昆明高新技术产业开发区
昆明高新技术产业开发区位于云南省昆明市，是1992年经国务院批准设立的国家高新技术产业开发区，面积86.88平方公里。

## 历史沿革
1992年：经国务院批准成立昆明高新技术产业开发区，是云南省首个国家级高新技术产业开发区。
2012年4月：被国家科技部确定为全国首批“建设国家创新型特色园区”试点园区。
2019年下半年，昆明高新技术产业开发区的10个社区（锦兴苑社区、梁家河社区、沙沟社区、康宏社区、万裕社区、鑫世社区、科澳社区、红盛园社区、国际花园社区、新域社区）社会事务移交黑林铺街道代管。